# Random House Audio
Random House Audio ist ein deutscher Hörbuch- und Hörspielverlag mit Sitz in München. Er wurde 1999 in Köln gegründet und gehört seit 2004 zur Penguin Random House Verlagsgruppe.
Random House Audio zählt neben dem Hörverlag, der ebenfalls Teil der Verlagsgruppe ist, zu den wichtigsten Vertretern der Branche im deutschsprachigen Raum. Neben Unterhaltungsliteratur, Klassikern und Sachhörbüchern veröffentlicht Random House Audio auch anspruchsvolle Gegenwartsliteratur und Lyrik sowie Kinder- und Jugendhörbücher unter dem Label cbj audio.

## Geschichte
1999 gründete Bertelsmann unter dem Namen „BMG Wort“ einen Hörbuchverlag mit Sitz in Köln. Anlass dafür war die Entwicklung des Marktes in den 1990er Jahren. Erster Geschäftsführer des Unternehmens war der Musikproduzent und Kölner Stadtrat Karl-Heinz Pütz.
Nach der Übernahme von Random House durch Bertelsmann entstand 2001 die Verlagsgruppe Random House. Die Umstrukturierung betraf auch BMG Wort, das Unternehmen änderte seinen Namen in Random House Audio. 2004 erweiterte Random House Audio sein Programm um die Titel des Ullstein Hörbuchverlags, der mit Erwerb der Verlagsgruppe Ullstein Heyne List zu Bertelsmann beziehungsweise Random House gekommen war. Random House Audio wurde vollständig in die Verlagsgruppe integriert.
Zu den ersten Titeln des Hörbuchverlags zählten Auszüge aus der Biografie Muhammad Alis gelesen von Ben Becker. 2002 bescherte Dieter Bohlens Autobiografie „Nichts als die Wahrheit“ Random House Audio einen nennenswerten kommerziellen Erfolg. In den Anfangsjahren versuchte Random House Audio, mit Comedy-Titeln neue Kunden anzusprechen.
Nach dem Tod von Karl-Heinz Pütz übernahm Sabine Buss 2013 die Leitung von Random House Audio. Auf sie folgte 2014 Claudia Baumhöver, die gleichzeitig dem Hörverlag vorstand. Im selben Jahr zog Random House Audio von Köln nach München, wo bereits die anderen Verlage der Verlagsgruppe wie Goldmann, Heyne und auch der Hörverlag angesiedelt waren. Seitdem werden Random House Audio und der Hörverlag gemeinsam geführt, agieren aber programmatisch weiterhin selbstständig.
Ende 2015 verließ Claudia Baumhöver das Unternehmen. Seitdem führt Robert Wildgruber den Hörverlag, Random House Audio und cbj audio als Verlagsleiter.

## Programm
Jährlich erscheinen bei Random House Audio rund 150 neue Titel. Seit 2004 bietet Random House Audio nahezu alle Produktionen auch als Download an, einzelne auch nur als Download. Von Beginn an wurden viele Hörbücher parallel zum gedruckten Buch produziert, unter dem Label Tag & Nacht auch Bücher zum Hörbuch. Daneben veröffentlicht der Verlag auch immer wieder Audio-Originale ohne Buchvorlage.
Zu den erfolgreichsten Autorinnen und Autoren im Programm von Random House Audio zählen unter anderem Karsten Dusse, Jürgen von der Lippe, Elke Heidenreich, Dörte Hansen, John Grisham, Stephen King, Charlotte Link und Wladimir Kaminer. Neben Klassikern, beispielsweise aus dem Hörspiel-Archiv von William Shakespeare, veröffentlichte Random House Audio auch anspruchsvolle Gegenwartsliteratur. Marcel Reich-Ranicki stellte im Verlag seinen Hörkanon vor, eine an seine Anthologie Der Kanon angelehnte Auswahl deutscher Literatur. Ferner veröffentlicht Random House Audio Hörbücher zu Kinofilmen, die in Kooperation mit dem Verleih entstehen.
Seit 2003 werden auch Hörbücher für Kinder und Jugendliche veröffentlicht. 2009 wurde der Kinderbereich „audionauten“ in „cbj audio“ umbenannt. Neben der Kooperation mit cbj arbeitet cbj audio auch mit anderen Lizenzgebern zusammen. Die erfolgreichste Reihe von cbj audio ist „Der kleine Drache Kokosnuss“.

## Kooperationen
2005 startete in Zusammenarbeit mit der Frauenzeitschrift Brigitte die Reihe „Starke Stimmen“. Sie war überdurchschnittlich erfolgreich und erreichte über 1,5 Millionen Verkäufe. „Starke Stimmen“ erhielt mehrere Goldene Schallplatten.
Ab 2007 wurde unter dem Namen „Geo Hörwelten“ eine Hörbuch-Edition in Kooperation mit der Zeitschrift Geo bei Random House Audio verlegt. 2007 wurden in Kooperation mit „Geolino“ Hörbücher für Kinder produziert.